# 7040 Harwood
7040 Harwood eller 2642 P-L är en asteroid i huvudbältet som upptäcktes den 24 september 1960 av den nederländsk-amerikanske astronomen Tom Gehrels och det nederländska astronomparet Ingrid van Houten-Groeneveld och Cornelis Johannes van Houten vid Palomarobservatoriet. Den är uppkallad efter den amerikanska astronomen Margaret Harwood.
Asteroiden har en diameter på ungefär 4 kilometer.